# Орден Ким Чен Ира
Орден Ким Чен Ира (кор. 김정일훈장) — высшая государственная награда КНДР, наравне с Орденом Ким Ир Сена.

## История
Учреждён указом Президиума Верховного народного собрания КНДР 3 февраля 2012 к 70-летию со дня рождения Ким Чен Ира. В документе отмечено, что данная награда будет вручаться официальным лицам, трудящимся, воинским частям, правительственным учреждениям и различным организациям, «особо отличившимся в деле реализации революционного курса страны, строительстве могучей и процветающей державы».
Одновременно была учреждена и премия имени Ким Чен Ира, предназначенная для тех, кто «внёс большой вклад в развитие науки, образования, здравоохранения, литературы, искусства, средств массовой информации и спорта». По аналогии с премией имени Ким Ир Сена, она также будет высшей премией КНДР. Помимо этого, были учреждены ещё и молодёжная с детской премии имени Ким Чен Ира.
Указом Президиума Верховного народного собрания от 9 февраля 2012 года орденом были награждены 132 официальных лица

## Известные кавалеры
- Ким Гён Хи
- Ким Ён Нам
- Ким Ён Чжу
- Ли Ён Хо
- Ли Ыль Соль
- Рю Ми Ён
- Хён Ён Чхоль
- Чан Сон Тхэк (лишён)
- Чхве Ён Рим